# Сляпо черво
Сляпото черво, известно още като цекум (на английски: cecum; на латински: caecum - сляп) е началната част на дебелото черво. Разполага се в дясната хълбочна яма (на латински: fossa iliaca) и представлява сляпо завършваща торба, към която е придаден апендиксът (на латински: appendix vermiformis). Започва от илео-цекалната клапа, която представлява вдаване на завършващия край на тънкото черво в стената на дебелото. Вследствие на това се образуват две гънки, наречени устни: горна – labium superius, и долна – labium inferius. През илео-цекалната клапа чревното съдържимо от тънкото черво преминава в дебелото черво. Сляпото черво има дължина от 3 до 8 сm и ширина 4 до 7 сm. Около него залягат гънки на тънкото черво.